# Luc Bouchard
Pour les articles homonymes, voir Bouchard.
Mgr Luc Bouchard ou Luc A. Bouchard, ou Joseph Luc André Bouchard, né le 18 novembre 1949 à Cornwall en Ontario, est un théologien, professeur et homme d'Église, il fit du ministère en Ontario, en Alberta et au Québec. Il a été nommé évêque du diocèse de Trois-Rivières le 2 février 2012. L'inauguration de son ministère pastoral comme nouvel évêque de Trois-Rivières a eu lieu le 26 mars 2012. Le 25 janvier 2021, le pape François a accordé la retraite à Mgr Luc Bouchard pour des raisons de santé.

## Biographie

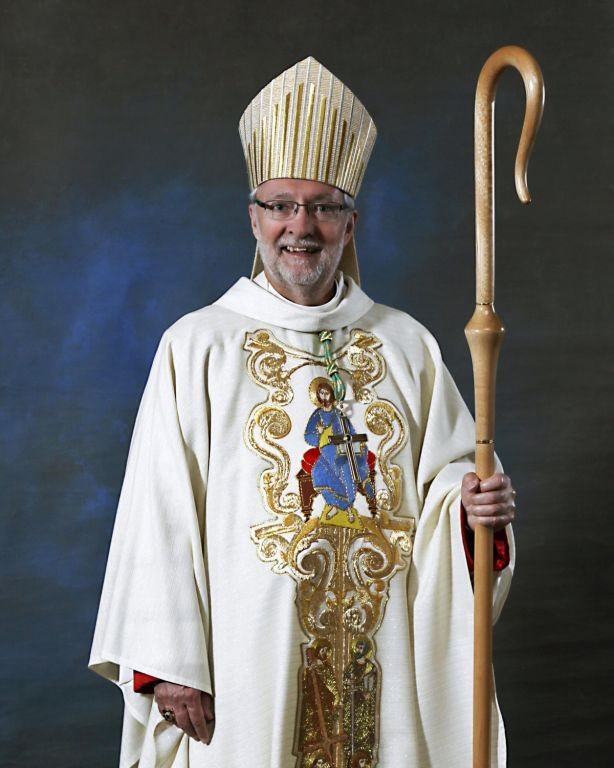
Luc Bouchard en 2012

Fils de Gaston Bouchard et de Lucienne Morin, Luc Bouchard fit ses études secondaires au Collège Classique de Cornwall et  ses études en musique à l'école Musica de Cornwall. Il obtient un certificat Grade X Pianoforte en 1968 du Conservatoire royal de musique de Toronto. Il se rend à l'Université d'Ottawa où il obtient son baccalauréat ès art en 1971 et se dirige ensuite au Collège dominicain de philosophie et de théologie d'Ottawa où il obtient un baccalauréat en théologie en 1974, une maîtrise en théologie et une licence en théologie en 1977.  
Il a été ordonné prêtre le 4 septembre 1976 des mains de Mgr Eugène P. LaRocque.   
Il a étudié aussi en Écriture sainte à l'Institut biblique pontifical à Rome, où il a obtenu sa licence en Écriture Sainte en 1983, et à l'École biblique et archéologique française de Jérusalem, en Israël, où il a obtenu son Diplôme d'élève titulaire en 1981.
Après ses études et son ordination, l'abbé Luc Bouchard a œuvré au sein de différentes paroisses du diocèse d'Alexandria-Cornwall : Vicaire à la co-cathédrale de la Nativité de la Bienheureuse Vierge Marie, à Cornwall, en 1976-1979 et 1984-1986, administrateur en 1986 puis recteur en 1986-1987; vicaire à la paroisse Sainte-Thérèse-de-Lisieux, à Cornwall, en 1983; curé à la paroisse Saints-Martyrs Canadiens, à Cornwall en 1987-1990, et à la paroisse Sacré-Cœur, à Alexandria-Cornwall en 1994-1999.
En même temps, il a enseigné au Grand séminaire de Montréal en 1985-1990. Membre de l’équipe de formation du Séminaire Saint-Joseph d’Edmonton en 1990-1994 et en 1999, il était directeur en 1999-2000 puis recteur en 2000-2001, poste qu’il occupait au moment de sa nomination comme évêque de Saint-Paul en Alberta, le 8 septembre 2001 par le pape Jean Paul II.  Il a reçu la consécration épiscopale le 9 novembre 2001 à Saint-Paul en Alberta des mains de Mgr Thomas Christopher Collins, archevêque d'Edmonton.
Au sein de la Conférence des évêques catholiques du Canada, Mgr Bouchard a été membre du Conseil permanent et de plusieurs commissions, dont président de la Commission épiscopale de théologie. En 2008, il fut l'un des délégués canadiens au Synode à Rome sur la Parole de Dieu.  De 2011 à 2014, il a été membre de la Commission épiscopale de la doctrine. Il fut évêque ponent de la Société Canadienne de la Bible de 2012 à 2014. Il est présentement membre du Conseil Évangélisation et vie chrétienne de l'Assemblée des évêques catholiques du Québec. Il fait également partie du groupe de dialogue de la Conférence des évêques catholiques du Canada avec les évêques Anglicans. Il est aumônier national de la Fédération des Pueri Cantores Québec - Canada et également membre du comité de spiritualité pour la Fédération Internationale des Pueri Cantores (FIPC)     
Le 2 février 2012, Benoît XVI le nomme évêque de Trois-Rivières, pour succéder à Mgr Martin Veillette. Sa prise en charge officielle du siège épiscopal a eu lieu le 26 mars 2012.
Le 25 janvier 2021, le pape François a accepté et rendu publique la renonciation de la charge pastorale de Mgr Luc Bouchard comme évêque du diocèse de Trois-Rivières, pour des raisons de santé, conformément au canon §401.2,.

## Devise épiscopale
- Ut Vitam Habeant, « Pour qu'ils aient la Vie » (Jn 10, 10b)

## Sables bitumineux
Lorsqu'il était évêque de Saint-Paul en Alberta, Mgr Bouchard publia le 25 janvier 2009 une lettre pastorale en français et en anglais dans laquelle il souligna que l'exploitation des sables bitumineux allait à l'encontre d'une bonne gestion de la création : « Je suis obligé de conclure que l'intégrité de la création dans le dossier des sables bitumineux est clairement sacrifiée pour des gains économiques. Les propositions de développer davantage les sables bitumineux posent un sérieux problème moral ». Dans sa lettre, il propose dix conditions à ce développement.

## Tournant missionnaire
Depuis qu'il est évêque de Trois-Rivières au Québec, Mgr Bouchard a proposé le 29 août 2014 un projet de tournant missionnaire dans son diocèse. « Je souhaite engager l'Église de Trois-Rivières dans un processus collégial et synodal, caractérisé par l'humilité, la lucidité et la transparence », écrit l'évêque qui propose de revoir la « manière de faire Église », de donner « la priorité aux communautés de baptisés plutôt que sur les bâtisses », de « mieux incarner la présence du Christ à notre monde ». Sa lettre est adressée à « ses confrères dans le ministère et ses collaborateurs », à qui il demande de tout mettre sur la table, tant la façon de concevoir les communautés chrétiennes des paroisses qu'aussi « le gouvernement pastoral du diocèse. »

## Avenir des églises
Le 27 novembre 2018, considérant la baisse de la pratique cultuelle et des revenus, l'évêque a annoncé la création d'un comité sur l'avenir des églises de la Mauricie, qui a pour mandat de faire l'état du patrimoine religieux de la Mauricie, de favoriser le partenariat avec les Municipalités et les autres acteurs locaux, et de proposer des outils. Ce comité est piloté par l'historien M. René Beaudoin. « L’avenir des églises est une priorité autant pour le diocèse de Trois-Rivières que pour tout le monde du patrimoine. Aussi, je lance une démarche d’évaluation et de concertation pour garantir un avenir au patrimoine religieux de la Mauricie, pour améliorer le processus de disposition des églises et des presbytères là où ce sera le choix des communautés », déclare l'évêque. 

## Lettres pastorales
Comme évêque de Saint-Paul en Alberta :
- 2009 : Mgr Luc Bouchard, «A Pastoral Letter on The Integrity of Creation and the Athabasca Oil Sands to The Faithful of the diocese of St. Paul on The Occasion of the Jubilee Year in Honour of St. Paul», Diocèse de Saint-Paul, Alberta, 25 janvier 2009[10]. Cette lettre pastorale a été aussi traduite en français.

Comme évêque de Trois-Rivières :
- 2013 : Mgr Luc Bouchard, « Perspectives d’espérance pour le diocèse de Trois-Rivières, Lettre pastorale adressée aux fidèles du diocèse », Diocèse de Trois-Rivières, Pâques 31 mars 2013, 18 pages[11]. Note : Il s'agit de sa première lettre pastorale comme évêque de Trois-Rivières.

- 2015 : Mgr Luc Bouchard, « Lettre pastorale aux fidèles du Diocèse de Trois-Rivières à l’occasion du jubilé de la miséricorde (8 décembre 2015 – 20 novembre 2016) décrété par le pape François », Diocèse de Trois-Rivières, Fête de la Toussaint, 1er novembre 2015, 7 pages[12]. Note : Il s'agit de sa deuxième lettre pastorale comme évêque de Trois-Rivières. À cette lettre est annexée le document suivant, dont il est aussi l'auteur : « Note explicative : Porte sainte et indulgence de l’Année de la miséricorde, de quoi s’agit-il? »

- 2015 : Mgr Luc Bouchard, « Décret de promulgation : Indulgence à l’occasion du jubilé extraordinaire de la miséricorde », Diocèse de Trois-Rivières, Fête de la Toussaint, 1er novembre 2015, 1 page.

- 2018 : Mgr Luc Bouchard, « Nous sommes Mission!, Lettre pastorale aux fidèles du diocèse de Trois-Rivières », Diocèse de Trois-Rivières, 1er janvier 2018, 20 pages[13]. Note : il s'agit de sa troisième lettre pastorale comme évêque de Trois-Rivières.

- 2020 : Mgr Luc Bouchard, «Le Tournant missionnaire et l’Eucharistie, Lettre pastorale aux fidèles du diocèse de Trois-Rivières », Diocèse de Trois-Rivières, 14 septembre 2020, 16 pages[14]. Note : il s'agit de sa quatrième lettre pastorale comme évêque de Trois-Rivières. Elle donne suite aux lettres

« Perspectives d’espérance » et « Nous sommes Mission! »

## Autres publications
- 1991 : Luc Bouchard, « [Atelier] 3. « Le mariage chrétien face au monde juif et gréco-romain », Québec, terre d'évangile? : les défis de l'évangélisation dans la culture contemporaine, Semaine de réflexion et colloque de théologie du centre de formation théologique (20, 21, 22 septembre 1990, Grand séminaire de Montréal), Collection Communautés et ministères, Montréal, Éditions Bellarmin, 1991, p. 123-156, suivi de : Marc Piché, «Aperçu des questions et réponses», p. 156-159  (ISBN 2-89007-721-7)

## Généalogie
- Dixième génération des Bouchard au Québec[15]

Mgr Luc Bouchard, prêtre, fils de Gaston Bouchard et de Lucienne Morin
- Neuvième génération

Gaston Bouchard, fils de Joseph Bouchard et Marie-Louise Gobeil, et Lucienne Morin, fille de Henri Morin et Yvonne Landriault, mariés le 23 juillet 1939 à l'occasion des cent mariages de la JOC, sur l'Ile Sainte-Hélène. Ces mariages ont été inscrits à la basilique Notre-Dame de Montréal.
- Huitième génération

Joseph Bouchard, fils de Joseph Bouchard et Emma Saulnier, et Marie-Louise Gobeil, fille de Samuel Gobeil et Arzélie Labonne, mariés le 25 août 1902 en l'église Saint-Pierre, à La Patrie, dans la région de l'Estrie
- Septième génération

Joseph Bouchard (1836- ), fils de Abraham Bouchard et Ursule Allard, et Emma Saulnier dit Lacouline (1842- ), fille de Cajétan Saulnier dit Lacouline et Ursule Bluteau, mariés le 12 juillet 1864 en l'église Saints-Pierre-et-Paul, à Baie-Saint-Paul, dans la région de Charlevoix
- Sixième génération

Abraham Bouchard (1806-1850), fils d'André Bouchard et Dorothée Gauthier dit Larouche, et Ursule Allard (1807-1879), fille de Joseph-Marie Allard et Marie-Antoinette Dorval, mariés le 25 octobre 1831 en l'église Saints-Pierre-et-Paul, à Baie-Saint-Paul, dans la région de Charlevoix
- Cinquième génération

André Bouchard (1777-1868), fils de François-Xavier Bouchard et Marie-Angélique Desbiens, et Dorothée Gauthier dit Larouche (1778-1845), fille de Louis Gauthier dit Larouche et Dorothée Bouchard, mariés le 9 avril 1799 en l'église Saints-Pierre-et-Paul, Baie-Saint-Paul, dans la région de Charlevoix
- Quatrième génération

François-Xavier Bouchard (1738-1814), fils de Jean-Baptiste Bouchard et Marie-Catherine Tremblay, et Marie-Angélique Desbiens (1738-1821), fille d'Étienne Desbiens et Suzanne Royer, mariés le 9 juin 1761 en l'église Saints-Pierre-et-Paul, à Baie-Saint-Paul, dans la région de Charlevoix
- Troisième génération

Jean-Baptiste Bouchard (1707-1778), fils d'Antoine Bouchard et Marie-Madeleine Simard, et Marie-Catherine Tremblay (1717-1810), fille d'Étienne Tremblay, seigneur des Éboulements, et Marie Fortin, mariés le 28 juillet 1734 en l'église Notre-Dame-de-l'Assomption-de-la-Sainte-Vierge, aux Éboulements, dans la région de Charlevoix
- Deuxième génération

Antoine Bouchard (1682-1759), fils de Claude Bouchard et Louise Gagné, et Marie-Madeleine Simard dit Lombret (1689-1769), fille de Noël Simard dit Lombret et Madeleine Racine, mariés le 20 novembre 1704 en l'église Saints-Pierre-et-Paul, à Baie-Saint-Paul, dans la région de Charlevoix
- Première génération, pionniers québécois

Claude Bouchard dit Le Petit Claude (né vers 1626, décédé en 1699), originaire de Saint-Côme-de-Var, évêché de Le Mans dans l'ancienne province du Maine (actuel département de la Sarthe), tailleur d'habits, fils de Jacques Bouchard et Noëlle Touschard, et Louise Gagné (née en 1642, décédée en 1721), originaire de Saint-Martin d'Igé au Perche, fille de Louis Gagné et Marie Michel, mariés le 25 mai 1654 à Sainte-Anne-de-Beaupré, inscrit dans le registre de l'église Notre-Dame de Québec. Après avoir habité sur la Côte-de-Beaupré, le couple s'installe à Petite-Rivière-Saint-François. Ils eurent douze enfants.